# Moro Anghileri
Moro Anghileri (Buenos Aires, 14 de abril de 1977) é uma atriz argentina. 

## Trabalhos

### Cinema
- Sábado (2001) - Natalia
- Vida en Marte (2003) -
- Nadar solo (2003) - Mariana
- Buena vida (Delivery) (2004) - Pato
- Si no me ahogo (2004) -
- Sin crédito (2005) -
- A los ojos de Dios (2005) - Clarisa
- Ronda nocturna (2005) - Cecilia
- Medianeras (2005) - Ella
- Lifting de corazón (2005) - Delia
- Clarisa ya tiene un muerto (2006) - Clarisa
- El salto de Christian (2007) - Lucía
- El pasado (2007) - Vera
- Yo soy sola (2008) - Inés
- Aballay (2010) - Juana

### Televisão
- Chiquititas (Telefe, 1998) - Nora
- Gasoleros (El Trece, 1999) - Paloma
- Tiempo final (Telefe, 2002) - Luz
- Sangre fría (Telefe, 2004) - Josefina
- Soy tu fan (Canal 9, 2006) - Mia
- Sos mi vida (El Trece, 2006) - La Cobra
- Mujeres asesinas (El Trece, 2006) Ep: Mercedes, virgen - Olga
- El pacto (América, 2011) - Lidia Escudero (joven)
- Amores de historia (Canal 9, 2012) Ep: Andrés y Leticia (1 de julio de 1974) - Leticia
- Historia clínica (Telefe, 2013) Ep: Manuel Belgrano: "Ay, patria mia"
- Flor do Caribe (Rede Globo, 2013) - Cristal